# Philaïdes
Les Philaïdes sont une famille eupatride aristocratique.

## Origine
Leurs ancêtres et un certain Philaios, né au milieu du VIIIe siècle av. J.-C., qui épouse une Alcménoides.
Au Ve siècle av. J.-C., la famille des Alcméonides est en concurrence avec les autres familles eupatrides de la cité, comme les Eumolpides ou les Céryces. Ces familles nouent parfois des alliances matrimoniales, mais elles se livrent également à de féroces luttes politiques pour le pouvoir et le prestige ; ces luttes auront une grande importance sur la vie et la carrière de Périclès.

## Génealogie
En font partie : 
- Miltiade l'Ancien,
- Cimon,
- Oloros, par alliance ;
- Miltiade le Jeune
- Thucydide[2].